# Canal Blackstone
El canal Blackstone era una vía fluvial que unía Worcester, con Providence (Estados Unidos) a través del valle de Blackstone a través de una serie de esclusas y canales a principios del siglo XIX. Fue construido en 1828 y cerró en 1848.

## Historia
La iniciativa para el canal provino de Providence, donde una comunidad de comerciantes deseaba beneficiarse del comercio con el país agrícola del valle de Blackstone y el condado de Worcester. La gente de Worcester y Blackstone Valley, ansiosa por un transporte que les permitiera obtener mejores precios por sus productos, acogió con beneplácito el plan. Sin embargo, dado que el comercio del centro de Massachusetts en ese momento iba por tierra a través del puerto de Boston, los intereses comerciales de Massachusetts lograron detener el proyecto durante varios años. Finalmente, en 1823, la Blackstone Canal Company se organizó a través de una ley de la legislatura de Massachusetts, seguida poco después por una compañía de Rhode Island. La construcción del canal puede haber sido motivada por la competencia entre industriales rivales para restringir los "derechos de agua".
La construcción comenzó en 1825 y costó 750 000 (el doble del presupuesto inicial). El canal se abrió el 7 de octubre de 1828 cuando el paquebote Lady Carrington llegó a Worcester, el primer barco en hacer el viaje. El canal trajo prosperidad inmediata a Worcester y el Valle; las ganancias de los agricultores aumentaron y se construyeron molinos, especialmente en Worcester. El uso de agua para el transporte de mercancías fue una gran mejora con respecto a los caminos en mal estado de la época. En el momento de su construcción, representaba la mejor tecnología de transporte disponible.
Por el canal, a los barcos les tomaba dos dos ir de Worcester a Providence y otros dos días para regresar a Worcester. El punto de parada durante la noche fue en Uxbridge. Los comerciantes de Boston se movieron para recuperar el comercio que se movía por el canal hasta Providence, abriendo una línea ferroviaria a Worcester en 1835. (Los comerciantes de Boston abrieron tres ferrocarriles en 1835, uno a Lowell, uno a Worcester y otro a Providence). En 1847, el paralelo Ferrocarril de Providence y Worcester comenzó a funcionar y el canal se cerró en 1848. Entre sus causas también estuvieron tres factores: inundaciones y riadas; sequías; y congelamientos.
Con el éxito del ferrocarril, el canal entró en un lento declive desde su año pico en 1832. El derecho de paso se vendió en partes a Providence & Worcester, y el canal cerró en 1848.

## Descripción
El canal tenía 10 m o más de ancho. Ascendió 137 m, pasando por 49 esclusas originales. El canal usó "aguas flojas" para evitar áreas estrechas del valle y cruzó el río Blackstone 16 veces en su curso de 72 km. Corría en el propio río en un 10% de su longitud. Estas porciones resultaron problemáticas ya que en verano, el agua a veces era demasiado baja para la navegación. En otros períodos, las inundaciones eran el problema. Winter agregó hielo a los problemas.

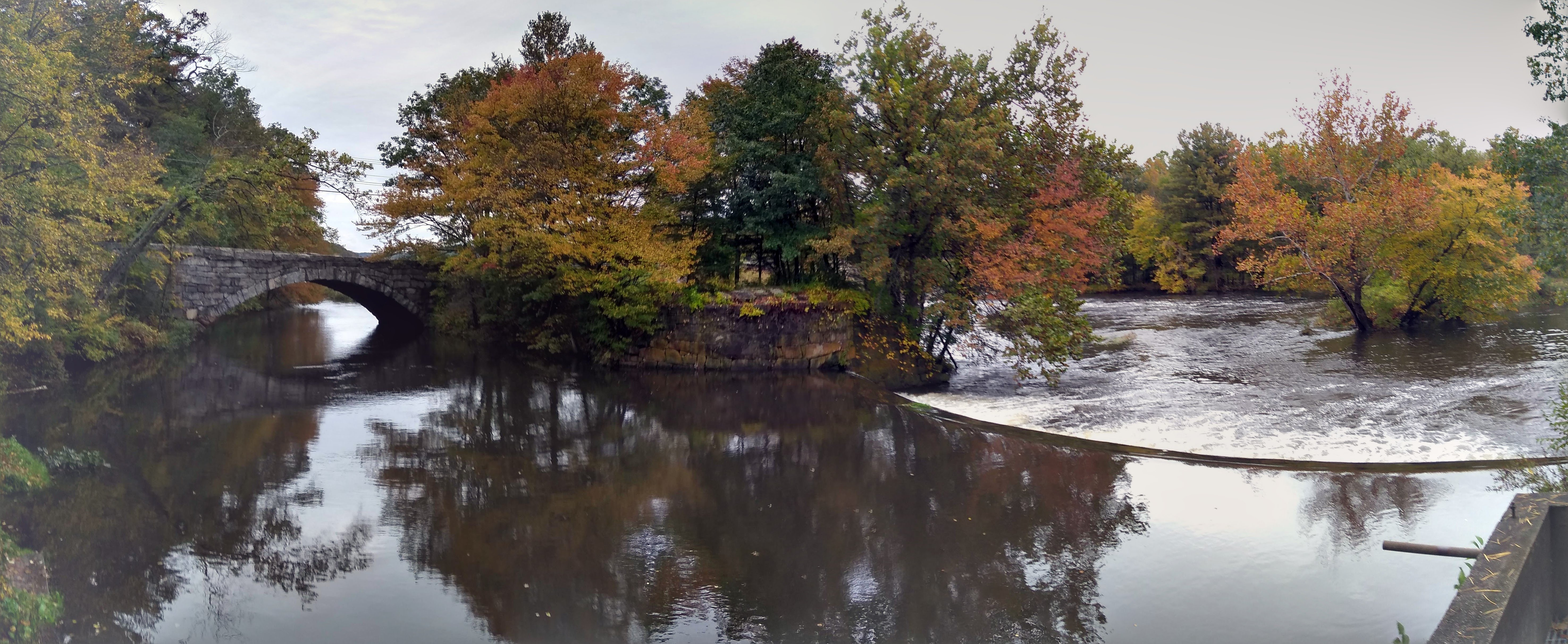
Puente de la ruta 16 que cruza el canal Blackstone en Uxbridge

Cada esclusa tenía 21 m de largo por 3 m de ancho y aparentemente de 1,2 a 1,5 m de profundidad. Todos, excepto la esclusa de marea de madera en Providence, fueron construidos de granito sobre una base de madera. La elevación promedio de cada esclusa fue de 2,8 m, pero hubo variaciones.
El canal fue diseñado por Benjamin Wright (ingeniero jefe del canal Erie ) y Holmes Hutchinson (más tarde ingeniero jefe de los canales de Nueva York) cuando estaban concluyendo el trabajo en el canal Erie original. Por lo tanto, sus cerraduras son similares, aunque más pequeñas, que las del Erie original.
El canal siguió el curso de Mill Creek desde el centro de Worcester hasta la parte sur de esa comunidad. Luego siguió el río Blackstone río abajo hasta Ashton. En Ashton, fue paralelo a la orilla oeste del río, manteniendo la elevación hasta que entró en Cranberry y Scotts Ponds en la división de la cuenca con el río Moshassuck. Luego se encerró en Moshassuck Valley y siguió esa corriente hasta Providence.

## En la actualidad
Desde el cierre del canal, partes de su curso de agua se llenaron y otros segmentos ahora están cubiertos de maleza y árboles. Otras secciones se convirtieron en canales hidráulicos para fábricas textiles. Gran parte de la mampostería de las cerraduras se vendió para otros fines. Sin embargo, sus restos aún son visibles en muchos lugares. Queda alrededor del 85% del canal. Existen dos secciones largas del canal en Blackstone River y Canal Heritage State Park en Massachusetts y Blackstone River State Park en Rhode Island. Otras secciones también son de propiedad pública.
El canal es objeto de varios listados en el Registro Nacional de Lugares Históricos. La parte más al sur del canal, entre Providence y Ashton Dam en Lincoln, se incluyó en 1971; esta lista se amplió en 1991 para incluir toda la sección de Rhode Island. A 6 km la sección del canal en Uxbridge y Northbridge se incluyó en 1973; esta lista se amplió en 1995 para abarcar toda la huella histórica del canal en Massachusetts. Una sección del Blackstone River Bikeway en Lincoln sigue el camino de sirga del canal original con el río a un lado de los ciclistas y el canal al otro.

## Significado
El Canal de Blackstone es históricamente significativo como una red de transporte que surge de un frenesí de construcción de canales de principios del siglo XIX. El canal desempeñó un papel clave en el estímulo de la industria entre Providence y Worcester y los pueblos y aldeas a lo largo de los ríos Moshassuck y Blackstone. Aunque su vida útil fue de solo veinte años, el canal y los parques que incorporan el canal son "partes visibles y tangibles de la historia de crecimiento, planificación, ambición comercial y prosperidad de la ciudad y del estado".